# Bislett Games 2018

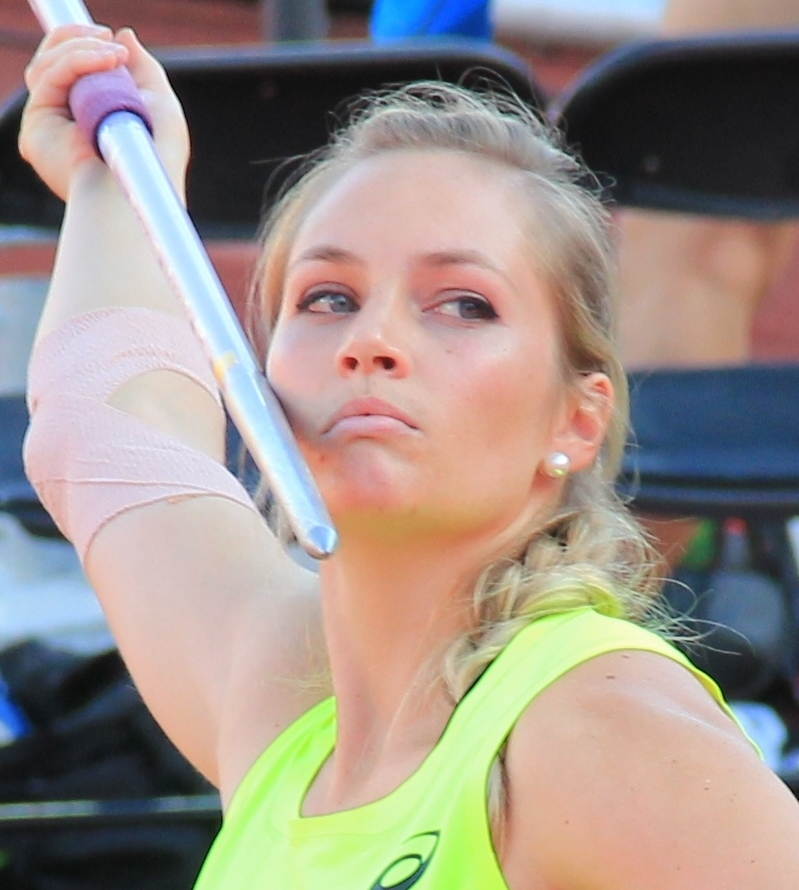
Kelsey-Lee Roberts (AUS)

Bislett Games 2018 byl lehkoatletický mítink, který se konal 7. června 2018 v norském městě Oslo. Byl součástí série mítinků Diamantové ligy 2018.

## Výsledky

### Muži
| Disciplína            | 1. místo                 | 2. místo              | 3. místo              |
| Běh na 200 m          | Ramil Guliyev 19,90      | Aaron Brown 19,98     | Jereem Richards 20,19 |
| Běh na 400 m překážek | Abderrahman Samba 47,60  | Karsten Warholm 48,22 | Yasmani Copello 48,54 |
| Skok vysoký           | Mutaz Essa Baršim 236 cm | Danil Lysenko 233 cm  | Donald Thomas 225 cm  |
| Vrh koulí             | Tomas Walsh 22,29 m      | Ryan Crouser 22,21 m  | Darrell Hill 21,20 m  |
| Hod diskem            | Andrius Gudžius 69,04 m  | Ihsan Hadádí 67,55 m  | Daniel Ståhl 67,04 m  |

### Ženy
| Disciplína             | 1. místo                            | 2. místo                      | 3. místo                     |
| Běh na 100 m           | Murielle Ahouréová 10,91            | Dina Asherová-Smithová 10,92  | Michelle-Lee Ahye 11,06      |
| Běh na 400 m           | Salvá Ajd Násirová 49,98            | Phyllis Francisová 50,47      | Shakima Wimbleyová 50,53     |
| Běh na 800 m           | Caster Semenyaová 1:57,25           | Francine Niyonsabaová 1:58,57 | Habitam Alemuová 1:58,58     |
| Běh na 400 m překážek  | Dalilah Muhammadová 53,65           | Shamier Littleová 53,94       | Sage Watsonová 54,55         |
| Běh na 3000 m překážek | Hyvin Kyiengová Jepkemoiová 9:09,63 | Emma Coburnová 9:09,70        | Daisy Jepkemeiová 9:16,87    |
| Skok o tyči            | Sandi Morrisová 481 cm              | Anželika Sidorovová 471 cm    | Angelica Bengtssonová 461 cm |
| Trojskok               | Caterine Ibargüenová 14,89 m        | Tori Franklinová 14,57 m      | Kimberly Williamsová 14,50 m |
| Hod oštěpem            | Taccjana Chaladovičová 67,47 m      | Lü Chuej-chuej 65,11 m        | Nikola Ogrodníková 61,56 m   |